# Damjan Zazula
Damjan Zazula, slovenski inženir elektrotehnike, * 11.  november 1950, Maribor. 

## Življenje in delo
Po diplomi na ljubljanski FE (1974) je prav tam tudi doktoriral (1990). Sprva je bil sistemski programer, nato vodja razvojnega oddelka in znanstveni svetovalec v podjetju Gorenje v Velenju. Leta 1999 je bil izvoljen za rednega profesorja na FERI v Mariboru. V znanstveno raziskovalnem delu se je posvetil obdelavi signalov in slik, zlasti dekompoziciji sestavljenih signalov; na področju procesne tehnike pa proučuje mikroprocesorske krmilnike in programsko opremo ter mikroprocesorske medicinske diagnostične naprave. Objavil je več ekspertiz in samostojnih publikacij ter razprav in strokovnih člankov.